# .44 Russian
.44 Russian (також .44 S&W Russian) — револьверний набій центрального запалення з металевою гільзою циліндричної форми з фланцем. Розроблений фірмою Smith & Wesson в 1870 році спеціально для використання з револьвером Smith & Wesson No. 3, випускався за російським замовленням. Споряджався димним порохом. У набої .44 Russian була вперше застосована куля з обтюрацією по внутрішньому діаметру гільзи..

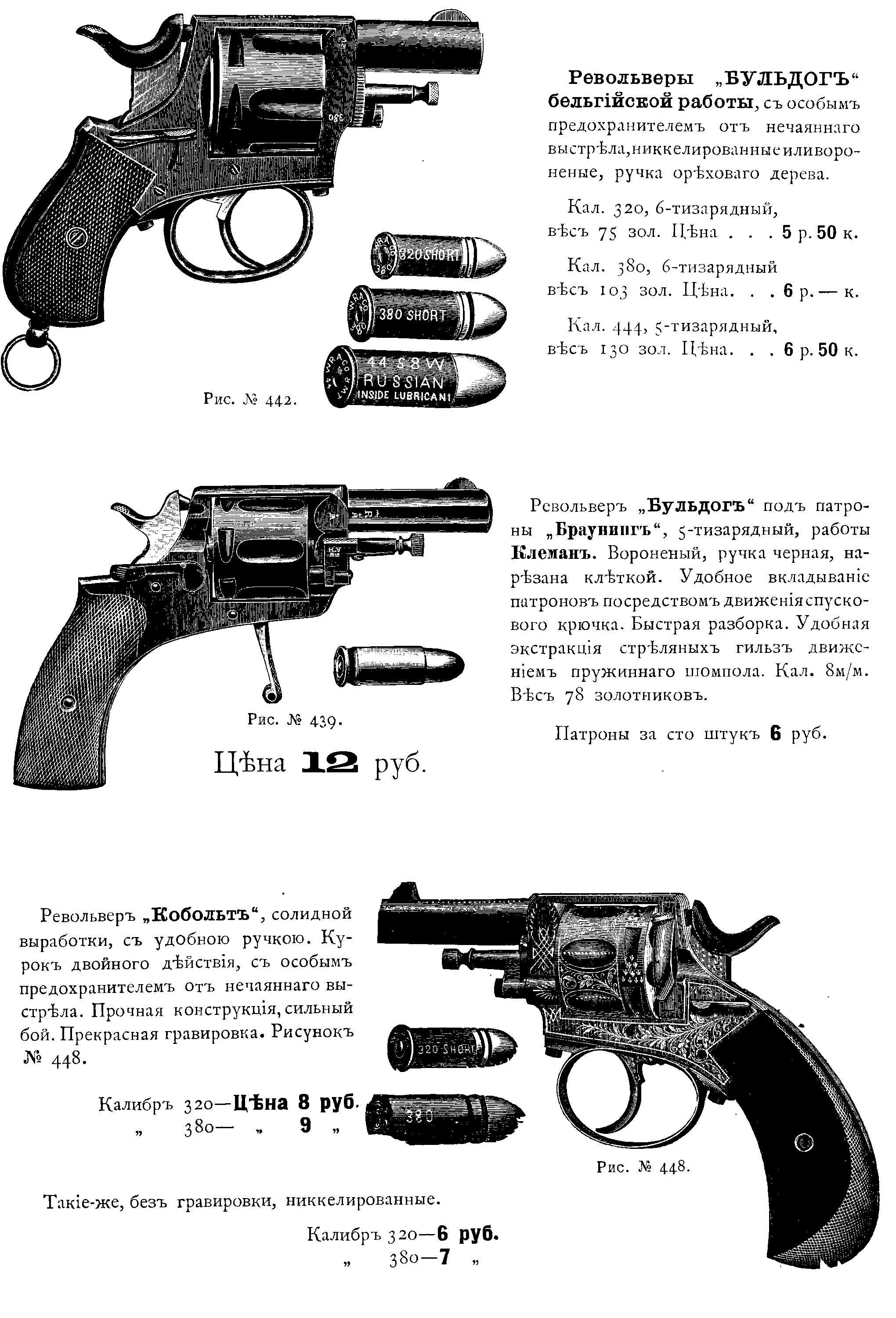
Набій .44 S&W Russian і револьвер «Бульдог» бельгійського виробництва під нього в каталозі початку XX ст.